# انریکو لو ورسو
انریکو لو ورسو (انگلیسی: Enrico Lo Verso؛ زادهٔ ۱۸ ژانویهٔ ۱۹۶۴) بازیگر اهل ایتالیا است.
از فیلم‌ها یا برنامه‌های تلویزیونی که وی در آنها نقش داشته‌است می‌توان به دوستان صمیمی، میروش، هادسون هاوک، بچه‌های دزدیده‌شده، هانیبال، بینوایان،  اتاق در رم، باریا، فارینلی، آلاتریست، آن‌طور که ما خندیدیم، ماریو، ماریا و ماریو، فصلی از زندگی بزرگان، روز محاصره: ۱۱ سپتامبر ۱۶۸۳، ۱۳ گل رز و موسی اشاره کرد.